# United States Naval Observatory Flagstaff Station
La station de Flagstaff de l'observatoire naval des États-Unis (en anglais : United States Naval Observatory Flagstaff Station, abrégé en NOFS), est un observatoire astronomique situé près de Flagstaff aux USA. C'est la station d'observation en ciel obscur de l'observatoire naval des États-Unis (USNO). Le NOFS et l'USNO contribuent au maintien du système de référence céleste pour le département de la défense américain,.